# Stazione di Pratignone
La stazione di Pratignone è una fermata ferroviaria posta sul tronco comune alle linee Bologna-Firenze e Firenze-Lucca.

## Storia
La fermata venne attivata nel 1988, nell'ottica della creazione di una realtà metropolitana che unisce la province di Firenze, Prato e Pistoia.

## Strutture e impianti
La fermata dispone di 4 binari passanti. Il 1° e il 2° sono dedicati alla direttissima, pertanto non dispongono di nessuna banchina, mentre sul 3° si fermano i treni per Firenze e sul 4° quelli per Prato.
Non esiste biglietteria né personale di terra, e le informazioni sia visive che sonore sono automatizzate.

## Movimento
Effettuano fermata i treni a breve e media percorrenza, concentrandosi in orari utili al pendolarismo di studenti e lavoratori, che si muovono nell'Area metropolitana Firenze - Prato - Pistoia.

## Servizi
La stazione dispone di:
- Parcheggio di scambio
- Sottopassaggio